# Суарес, Марко Фидель
Марко Фидель Суарес Баррьентос (исп. Marco Fidel Suárez Barrientos; 23 апреля 1855 — 3 апреля 1927 — колумбийский писатель, поэт, философ, государственный и политический деятель, девятый президент Колумбии (1918—1921).

## Биография
Родился в 1855 году в городке Атовьехо (ныне Бельо, Антьокия). Происходил из бедной семьи: его мать была прачкой, а богатый отец отказался признавать Марко своим сыном. Его мать не имела денег на образование сына, поэтому мальчик был вынужден наблюдать за занятиями в школе через окно. Затем, однако, он смог получить среднее образование. Впоследствии Суарес поступил в католическую семинарию в городе Ла-Сеха, а после её закрытия перевёлся в семинарию Медельина.
В 1870-х годах участвовал в гражданском конфликте в Антьокии на стороне полковника Браулио Харамильо. Получил звание лейтенанта.
Кроме прочего, Суарес стал признанным филологом, философом, поэтом, писателем и педагогом, выступил автором ряда философских, социологических и лингвистических исследований. Его наряду с Руфино Хосе Куэрво и Мигелем Антонио Каро считают самыми влиятельными теоретиками испанской грамматики в Колумбии.
В 1881 году, к столетию Андреса Бельо (в честь которого был переименован и родной населённый пункт Суареса) он получил награду от Колумбийской академии языка (Academia Colombiana de la Lengua) как лучший колумбийский писатель. Самым известным литературным трудом Суареса слыл «los Sueños de Luciano Pulgar» (1926).
В 1898 году Суарес впервые стал министром, в 1910-х занимал различные министерские посты от Консервативной партии, а затем победил на президентских выборах 1918 года. В должности главы государства внедрил так называемую политику «Северной звезды», которая должна была связать внешнюю политику Колумбии с курсом США, в экономику страны усилилось проникновение североамериканского капитала.
В тот период его политические оппоненты из Консервативной партии, прежде Лауреано Гомес, спекулировали на его происхождении, называя его незаконнорожденным, а также пытались представить его как коррумпированного политика. В то же время, государственный секретарь Антонио Гомес Рестрепо заявил, что Суарес «…всегда будет законным президентом Колумбии».
По инициативе президента был узаконен налог на доходы. В 1919 году по всей стране начал работать радиотелеграф. Суарес, увлекавшийся авиацией, в 1919 году инициировал закон, по которому были начаты коммерческие авиаперевозки, что позволило осуществлять международные авиарейсы и почтовые перевозки. Через год президент пригласил в Колумбию французских инструкторов для подготовки специалистов воздушных сил Колумбии.
Вышел в отставку в ноябре 1921 года. После этого занимал пост министра иностранных дел (1926—1927). Скончался в апреле 1927 года в Боготе.